# Obîdiv, Kameanka-Buzka
Obîdiv (în ucraineană Обидів) este un sat în comuna Zubiv Mist din raionul Kameanka-Buzka, regiunea Liov, Ucraina.

## Demografie
Componența lingvistică a localității Obîdiv
     Ucraineană (100%)
Conform recensământului din 2001, toată populația localității Obîdiv era vorbitoare de ucraineană (100%).